# Heinz-Werner Schmunz
Heinz-Werner Schmunz (* 1952/53; † 7. Januar 2021) war ein deutscher Basketballspieler. Er spielte für den SSV Hagen in der Basketball-Bundesliga.

## Laufbahn
Schmunz zählte von 1971 bis 1981 zur Bundesliga-Mannschaft des SSV Hagen. 1974 wurde der Centerspieler mit dem SSV deutscher Meister.
Beruflich wurde Schmunz als Lehrer tätig, arbeitete als Trainer beim TuS Breckerfeld und engagierte sich seit dem Beginn der 2000er Jahre für die Special Olympics und übernahm beim Verband Special Olympics Deutschland unter anderem das Amt des Basketball-Koordinators für das Bundesland Nordrhein-Westfalen.
Beim TSV Hagen 1860 gründete er 2010 die Basketballmannschaft TSV Hagen Unified, in der geistig behinderte und nicht-behinderte Spieler gemeinsam spielen.